# 그레그 타잔 데이비스
그레그 타잔 데이비스(영어: Greg Tarzan Davis, 1993년 9월 25일 ~ )는 미국의 배우이다.

## 참여 작품

### 영화
- 콜 오브 와일드
- 탑건: 매버릭 - 코요테 역
- 미션 임파서블: 데드 레코닝 - 데이거스 역

### 텔레비전 시리즈
- 시카고 PD
- 올 라이즈
- 굿 트러블
- 그레이 아나토미